# Bukovec (powiat Koszyce-okolice)
Bukovec (węg. Idabukóc, niem. Bukowetz) – wieś (obec) na Słowacji położona w kraju koszyckim, w powiecie Koszyce-okolice.

## Położenie
Leży w dolinie rzeki Idy, u południowych podnóży Gór Wołowskich. Powyżej wsi znajduje się zbiornik zaporowy Bukovec, poniżej - mniejszy zbiornik zaporowy Pod Bukovcom.

## Nazwa
Po raz pierwszy wieś wzmiankowana była w 1346 r. jako Bakolch, w 1401 – Bokolch, w 1427 – Bowkowich, w 1491 – Bwkolcz, w 1630 – Bukocz, w 1786 – Bukowce. Aktualna nazwa "Bukovec" obowiązuje od 1920 r. W latach 1938–1945 obowiązywała węgierska nazwa Idabukóc.

## Historia
Bukovec powstał na ziemiach wydzielonych z terenu starszej wsi Malá Ida, położonej niżej w dolinie Idy. Po raz pierwszy wzmiankowany był w 1346 r., kiedy już miał kaplicę i młyn. Pod koniec XIV w. zaczęto na terenie wsi wydobywać srebro, dzięki czemu w 1401 r. weszła ona w skład majątków korony. Jednak już w roku 1427, gdy liczyła 15 gospodarstw, należała do Sebastiana z Gečy, a w 1491 r. przypadła, jako spadek po Klemensie Detrehu, miastu Koszyce. Kolejne wzmianki o miejscowości pochodzą z roku 1609. Należała do historycznego Komitatu Abaúj, a od 1882 r. do żupy abovsko–turniańskej. W 1828 r. miała 60 domów i 465 mieszkańców, w 1940 – 603 mieszkańców, w 1961 – 700 mieszkańców, a w 1991 - 622 mieszkańców.
Mieszkańcy zajmowali się rolnictwem, a także wyrobem narzędzi rolniczych i surowych (niewypalanych) cegieł. We wsi działał młyn wodny (do 1957 r.) i folusz. Na mocy tzw. pierwszego arbitrażu wiedeńskiego od listopada 1938 r. do roku 1945 wieś należała do Węgier.

## Współczesność
Wieś podłączona jest do sieci elektrycznej i wodociągowej, a od 1995 r. także do sieci gazowniczej. W 2008 r. było w Bukovcu 229 budynków mieszkalnych, z czego 217 stanowiły domy jednorodzinne. Z nich stale zamieszkanych było 186 domów. Pozostała część to w większości dacze i letnie domki rekreacyjne. Aktualnie (1. dekada XXI w.) niewielka część mieszkańców pracuje w rolnictwie, większość - w usługach lub zakładach przemysłowych Koszyc.

## Demografia
Według danych z dnia 31 grudnia 2012, wieś zamieszkiwało 805 osób, w tym 401 kobiet i 404 mężczyzn.
W 2001 roku pod względem narodowości i przynależności etnicznej 97,26% mieszkańców stanowili Słowacy, a 0,43% Czesi.
Ze względu na wyznawaną religię struktura mieszkańców kształtowała się w 2001 roku następująco:
- Katolicy rzymscy – 91,64%
- Grekokatolicy – 1,15%
- Ewangelicy – 0,86%
- Prawosławni – 0,43%
- Ateiści – 3,46%
- Nie podano – 2,31%

## Zabytki
- Ruiny średniowiecznego zameczku na wzgórzu Zámčisko (496 m n.p.m.) na zachód od centrum wsi.
- Kapliczka przydrożna przy drodze do osady Baška. Murowana, klasycystyczna budowla z fasadą dzieloną pilastrami; w jej centrum zakratowana wnęka z figurą św. Anny z początków XIX w.[6]
- Zabudowania mieszkalne (m.in. domy z gankami), gospodarcze (młyn, spichlerzyki tzw. sypance) i publiczne (stara szkoła) z XIX - początków XX w.

Istniejący dawniej we wsi kościół pw. św. Anny, przebudowany w 1736 r., restaurowany w roku 1835, został zburzony. Na jego miejscu zbudowano obecną świątynię katolicką o współczesnej architekturze i doskonałej akustyce wnętrza.

## Turystyka
Istniejący poniżej wsi zbiornik zaporowy Pod Bukovcom jest znaczącym dla aglomeracji Koszyc ośrodkiem rekreacyjnym.
Z Bukovca wychodzą znakowane kolorem  zielonym szlaki turystyczne na Sedlo pod Bielou skalou w pasemku Holički oraz przez Nižný Klátov i polanę Girbeš do Koszyc.